# Fuentenovilla
Fuentenovilla település Spanyolországban, Guadalajara tartományban. Fuentenovilla Almoguera, Pozo de Almoguera, Yebra, Escariche, Loranca de Tajuña, Pezuela de las Torres, Ambite és Mondéjar községekkel határos. Lakosainak száma 583 fő (2024).

## Népesség
A település népessége az utóbbi években az alábbiak szerint változott:
| Lakosok száma | 242  | 342  | 416  | 616  | 613  | 565  | 533  | 517  | 566  | 583  |
|               | 2001 | 2004 | 2006 | 2009 | 2011 | 2014 | 2016 | 2019 | 2021 | 2024 |